# Glenea philippensis
Glenea philippensis é uma espécie de escaravelho da família Cerambycidae. Foi descrita por Stephan von Breuning em 1958.